# Пача (Кемеровская область)
Пача — село в Яшкинском районе Кемеровской области. Административный центр Пачинского сельского поселения.

## Население
| 2010 |
| ---- |
| 1203 |

## География
У села протекает река Томь.
Расстояние до районного центра: Яшкино 19 км, до областного центра: Кемерово 54 км.
Село находится у административной границы Яшкинского и Юргинского районов.
Ближайшие населенные пункты
Колмаково 1 км, Синеречка 3 км, Колбиха 5 км, Кирово 5 км, Копылово 5 км, Власково 7 км, Морковкино 7 км, Акация 8 км, Миничево 9 м

## Транспорт
Водный транспорт, автобусное сообщение Кемерово-Пача
уличная сеть
- Улица 60 лет Октября
- Больничная улица
- Весенняя улица
- Заречная улица
- Улица Имени Вернера М. М.
- Клубная улица
- Кооперативная улица
- Переулок Ленина
- Улица Ленина
- Лесная улица
- Набережная улица
- Ноградская улица
- Подгорная улица
- Советская улица

а также специализированные хозяйственные проезды.

## Экономика
Животноводческий совхоз. Развито приусадебное животноводство.

## Достопримечательности
В селе расположена дирекция Государственного природного зоологического заказника «Писаный»

## Известные жители
Село — родина Героя Социалистического Труда Михаила Серпионовича Бушуева (1928—2010)
Село - родина народного художника Кондратия Белова (1900-1988).
- Директором совхоза был Михаил Матвеевич Вернер.